# San Isidro del Palmar, Oaxaca
San Isidro del Palmar är en ort i Mexiko.   Den ligger i kommunen Santa María Tonameca och delstaten Oaxaca, i den sydöstra delen av landet, 500 km sydost om huvudstaden Mexico City. San Isidro del Palmar ligger 20 meter över havet och antalet invånare är 807.
Terrängen runt San Isidro del Palmar är platt åt sydväst, men åt nordost är den kuperad. Havet är nära San Isidro del Palmar åt sydväst.  Närmaste större samhälle är San Pedro Pochutla, 15,6 km öster om San Isidro del Palmar. 